# Маквільямс Арройо
Маквільямс Арройо Асеведо (англ. McWilliams Arroyo Acevedo, 5 грудня 1985, Сейба) — пуерториканський професійний боксер, чемпіон світу серед аматорів, чемпіон Панамериканських ігор та Ігор Центральної Америки і Карибського басейну.
Маквільямс — брат-близнюк Макджо Арройо, теж професійного боксера.
Брати Макджо і Маквільямс Арройо — єдині у світі брати-близнюки, які завойовували медалі на чемпіонатах світу з боксу серед аматорів.

## Аматорська кар'єра
Брати Макджо і Маквільямс Арройо займалися боксом з дванадцяти років і відразу домовилися ніколи у офіційних поєдинках не битися один з одним.
2006 року Маквільямс став чемпіоном Ігор Центральної Америки і Карибського басейну, вигравши у півфіналі у Яна Бартелемі (Куба) і у фіналі у Оділіона Салета (Мексика).
2007 року став чемпіоном Панамериканських ігор, вигравши у фіналі у Хуана Карлоса Паяно (Домініканська республіка) — 12-11.
На Олімпійських іграх 2008 в першому бою переміг Норберта Калуци (Угорщина), а в другому програв Андрі Лаффіта (Куба) — 2-11.
На чемпіонаті світу 2009 став чемпіоном.
- В 1/16 фіналу переміг Юн К'янг Міна (Південна Корея) — RSCO 2
- В 1/8 фіналу переміг Норберта Калуци (Угорщина) — RSCO 3
- В 1/4 фіналу переміг Ямп'єра Ернандеса (Куба) — 6-2
- У півфіналі переміг Ронні Бебліка (Німеччина) — 9-7
- У фіналі переміг Нямбаярин Тегсцогт (Монголія) — 18-2

## Професіональна кар'єра
Дебютував на профірингу 27 лютого 2010 року.
10 вересня 2014 року Маквільямс Арройо вийшов на бій за титул чемпіона світу за версією IBF у найлегшій вазі проти Амната Руенроенг (Таїланд) і програв розділеним рішенням.
23 квітня 2016 року вийшов на бій за титул чемпіона світу за версією WBC у найлегшій вазі проти Романа Гонсалеса (Нікарагуа) і програв йому одностайним рішенням.
24 лютого 2018 року переміг Карлоса Куадраса (Мексика) і завоював титул WBC Silver у другій найлегшій вазі, однак в наступному бою втратив цей титул, програвши Йока Казуто (Японія).
19 листопада 2021 року Маквільямс Арройо вийшов на бій за титул чемпіона світу за версією WBC у найлегшій вазі проти Хуліо Сезар Мартінеса (Мексика). Бій, у якому в першому раунді обидва бійці побували в нокдаунах, був визнаний таким, що не відбувся через випадкове зіткнення головами у другому раунді і неможливість Арройо продовжувати бій.